# Nadine Alexandra
 (août 2015).
Si vous disposez d'ouvrages ou d'articles de référence ou si vous connaissez des sites web de qualité traitant du thème abordé ici, merci de compléter l'article en donnant les références utiles à sa vérifiabilité et en les liant à la section « Notes et références ».
Nadine Alexandra Dewi Ames, née le 23 mai 1991 à Winchester en Angleterre, est une actrice et modèle indonésienne. Après avoir remporté en 2010 l'élection de Puteri Indonésie, elle a pu ainsi représenter l'Indonésie à l'élection de Miss Univers 2011.

## Filmographie
- 2012 : Sang Martir
- 2012 : Loe Gue End
- 2013 : Slank Nggak Ada Matinya
- 2015: Komedi Moderen Gokil
- 2017: Bukaan 8
- 2017: Filosofi Kopi 2: Ben & Jody
- 2018: Gentayangan
- 2018: Mama Mama Jagoan
- 2019: Sin
- 2021: Superblocked